# Kindenheim
Kindenheim település Németországban, Rajna-vidék-Pfalz tartományban. Lakosainak száma 1047 fő (2023. december 31.).

## Népesség
A település népességének változása:
| Lakosok száma | 833  | 1016 | 1004 | 985  | 1030 | 1047 |
|               | 1975 | 2017 | 2019 | 2021 | 2022 | 2023 |